# ران لوین
ران لوین (انگلیسی: Ron Lewin؛ ۲۱ ژوئن ۱۹۲۰ – ۲۴ سپتامبر ۱۹۸۵) یک بازیکن فوتبال اهل بریتانیا بود.